# Фрагонар (музей парфумів)
Фрагонар (фр. Fragonard) — музей парфумів у центрі Парижа, відкритий у 1983 році.

Найвідоміший у світі музей парфумів «Фрагонар» (Le Musee du Parfum. Musée Fragonard, Paris) розташований в особняку на вулиці Скриб, 9 (9 rue Scribe), неподалік від Опера Гарньє. Названий він на честь французького живописця і гравера Жана Оноре Фрагонара. Музей вважають унікальним у Парижі. Працює від понеділка до суботи, з 9:00 по 18:00, у неділю — з 9:00 по 17:00.

## Історія створення
Напередодні Першої світової війни підприємець Євген Фуч був підкорений чуттєвістю парфумів. Він вирішив створити нову концепцію парфумерії: продавати її клієнтам без посередників. Можливість особисто пропонувати покупцям парфуми, спілкуватися з людьми, що цінують парфумерію, давала Євгену чимало переваг. Він міг щодня бачити своїх клієнтів, спілкуватися з ними, дізнаватися про їхні погляди та вподобання. Можливість догоджати кожному клієнту, продавати людям те, що вони хотіли бачити, дала Євгену можливість завжди бути на вершині парфумерної індустрії у Французькій Рив'єрі.

У 1926 році в одному з будинків міста Грасс на півдні Франції, на бульварі ім. Жана Оноре Фрагонара, Євген Фуч відкрив фабрику, де виробляли ефірні олії з пелюсток троянд. Фабрику назвали ім'ям художника.

Під керівництвом Жана-Франсуа Коста, онука Євгена Фуча, компанія почала розвиватись і модернізуватись. У Грассі (1970 р.) та в Парижі (1983 р.) були відкриті історичні фабрики та музеї, де зберігалась уся колекція ароматів фабрики. Жан-Франсуа зібрав велику колекцію парфумів, пов'язану з античними предметами, яка поповнила «Фрагонар».

Нині бізнес продовжують три жінки — доньки Жана-Франсуа. «Фрагонар» має чудову репутацію і пишається південно-французьким корінням. За часи існування бренд здобув міжнародне визнання, але не втратив своєї незалежності. Нові аромати продовжують давні традиції.

На фабриці квітів у Грассі, фабриці у селищі Із та в паризькому музеї постійно проходить виставка, яка присвячена відомим парфумерам. Портрети, архівні фотографії, емблеми — все розповідає про «Фрагонар» і життя чотирьох поколінь фамільного бізнесу.

## Музейна експозиція
Приміщення музею «Фрагонар» у Парижі розташоване в будинку епохи Наполеона III, зведеному у 1860 році. Зали, розписні стелі, штукатурка під мармур і каміни датовані часом створення будівлі. Приміщення було доповнено кришталевими люстрами, старовинними меблями і картинами художника Жана Оноре Фрагонара.

Серед музейних експонатів — привезені з фабрики у Грассі мідні котли і скляні колби. У залах зібрані аромати, предмети дизайну, а також одяг з шовку і бавовни.

Музей парфумів розділений на три частини: «Парфумерія», «Мистецтво жити» та «Fragonard Confidentiel». У першій залі зібрані аромати зі всього світу. У другій представлена експозиція декору для будинків і різні предмети дизайну. У третій секції можна подивитись і купити вироби з напівкоштовного каміння. Четверта частина — магазин, заради якого і створювали музей. Тут відвідувачі можуть купити парфуми та іншу продукцію фабрики «Фрагонар».

Музей став дуже популярним серед туристів. Безкоштовним є не тільки вхід, але й розповідь досвідченого продавця та екскурсовода. У «Фрагонарі» знайомлять з історією виникнення парфумів, технологією їх виробництва. Консультанти розповідають про парфуми фабрики «Фрагонар», влаштовують дегустації та презентації продукції, яку можна купити у самому музеї. При цьому екскурсовод завжди наголошує, що вартість відрізняється від цін у магазинах, бо в музеї парфуми продають за фабричною ціною.

## Продукція
Нині «Фрагонар» пропонує 11 видів парфумів — Etoile, Diamant, Fragonard, Eclat, Emilie, Eau Fantasque, lle d'Amour, Capucine, Miranda, Belle de nuit, Juste un baiser, 5 видів парфумованої води та близько сорока видів туалетної води, парфуми для чоловіків та парфумовані креми, понад 10 видів мила, а також сувенірну продукцію.

Купити продукцію фабрики «Фрагонар» за межами Франції дуже складно. Парфуми випускають суворо обмеженими партіями. В Україні знайти продукцію можна лише в елітних салонах з продажу парфумерії, або в електронних магазинах. У вільний продаж французькі парфуми «Фрагонар» не надходять.